# Bow (Londen)
Bow is een wijk in het Londense bestuurlijke gebied Tower Hamlets, in het oosten van de regio Groot-Londen.

## Geboren
- Lotte Wubben-Moy (1999), voetbalster